# Hemiboeckella
Hemiboeckella é um género de crustáceo da família Centropagidae.
Este género contém as seguintes espécies:
- Hemiboeckella powellensis